# Dance Alone
Dance Alone är en låt som framfördes av Love Generation i Melodifestivalen 2011. Den skrevs av RedOne (Nadir Khayat), Bilal "The Chef", Teddy Sky, AJ Junior, Jimmy Joker och BeatGeek. Låten framfördes i deltävling 4 i Malmö Arena där den kom på tredje plats och tog sig därmed vidare till Andra chansen i Sundsvall, där den besegrade Jenny Silvers Something In Your Eyes, men besegrades av Sara Vargas Spring för livet och tog sig därmed inte vidare till finalen. Love Generation bestod vid den här tiden av fyra medlemmar. Melanie Taylor, Charly Q, Mikaela Urbom och Cornelia Jakobsdotter.
Under Melodifestivalen 2012 var låten med i "Tredje chansen".

## Listplaceringar
| Lista (2011) | Position |
| ------------ | -------- |
| Sverige      | 26       |

### Fotnoter
1. ↑  ”SVT”. 25 februari 2012. Arkiverad från originalet den 14 februari 2012. https://web.archive.org/web/20120214193414/http://svt.se/2.176206. Läst 25 februari 2012.
2. ↑  ”Listplacering”. http://hitparad.se/showitem.asp?interpret=Love+Generation+%5BSE%5D&titel=Dance+Alone&cat=s. Läst 25 februari 2012.